# Sino-Tibetaanse divinatieberekeningen
De Sino-Tibetaanse divinatieberekeningen (Nag rtsis) waren de belangrijkste waarzeggerijmethode in Tibet bij vooral huwelijk, dood, ziekte en geboorte en de jaarlijkse toekomstvoorspelling. De werken van de Nag rtsis zijn een deelvak van de Tibetaanse rekenwetenschap (rTsis). De divinatiekunde Nag rtsis is verschillend van de Tibetaanse astrologie die een ander deelvak van de Tibetaanse rekenwetenschap is en stamt uit India.
De Nag rtsis berust op de vijf elemententheorie uit de Chinese astrologie, met als basis harmonische of tegenstrijdige relaties tussen de elementen vuur, water, hout, aarde en metaal, waaruit tijd en ruimte werden samengesteld.
De leer van de Nag rtsis kwam in de tijd van de Yarlung-dynastie (7e-9e eeuw) uit China naar Tibet, waar hij een eigen ontwikkeling doormaakte en tot volledige betekenis uitgroeide tijdens de regering van de vijfde dalai lama en de regent van Tibet, Sanggye Gyatso.

## Geschiedenis van deNag rtsis
Volgens de oude, op legendes berustende Tibetaanse geschiedschrijving heeft de Nag rtsis, net als bijna alle belangrijke Tibetaanse wetenschappen, een transcendente oorsprong.
Volgens die overlevering werd de Nag rtsis door de bodhisattva Manjushri op de berg Wutai Shan aan een kring goddelijke toeluisteraars overgedragen die bestond uit de Indiase god met vier gezichten, Brahma, de koning van de slangengeesten Naga, de godin Vijaya en een mythische Brahmaan met de naam Ser-skya.
Bij deze groep toeluisteraars waren vier zogenaamde magiërs ( 'phrul-mi bzhi) aanwezig, waartussen naast mythische Chinese keizers zich ook Confucius bevond.
Ten slotte bevonden zich onder deze toeluisteraars vier menselijke personen die de overdracht van de leer van de Nag rtsis ontvingen om het over te brengen aan de mensen.

### Geschiedenis van de overlevering naar Tibet

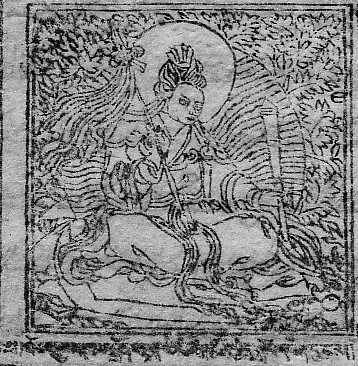
De grote Chinese Nag rtsis-meester Du-har nag-po

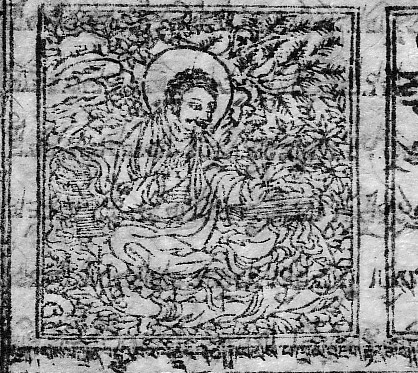
Khams-pa khra-mo, de belangrijkste Tibetaanse vertaler van de Nag rtsis-werken

De geschiedenis van de overdracht en ontwikkeling van de Nag rtsis kent drie tijdvakken waarin de vertalingen plaatsvonden van de Chinese werken naar het Tibetaans: de vroege (snga-'gyur), middelste (bar-'gyur) en late vertaalperiode (phyi-'gyur). Hiervan vallen de eerste twee periodes in de tijd van de Yarlung-dynastie (7e-9e eeuw). De in het oog springende persoonlijkheid in deze twee vertaalperiodes was een Chinese geleerde die in de bronnen daarover wordt aangeduid met Duhar Nagpo. Zijn beroemdste werk, Rin-chen gsal-sgron (Kostbare heldere lichten), is tot nu toe niet opgedoken.
De werken van de eerste twee vertaalperiodes, waarvan veel werktitels als naam zijn overgeleverd, gingen blijkbaar grotendeels in de politieke verwarringen van het einde van de 9e en de 10e eeuw verloren.
De laatste periode van de vertaling van de Nag rtsis-werken, die analoog aan de vertaling van de boeddhistische geschriften uit het Sanskriet ook Sarma genoemd overlapte het einde van de 10e en de 11e eeuw. Een vroege vertegenwoordiger van de Nag rtsis was de Tibetaan Khamspa Khramo die een groot verzamelwerk van vertalingen uit het Chinees onder de titel Yang-'gyur gsal-sgron (Vernieuwd vertaalde heldere lichten) voortbracht. Dit werk bevatte naast talrijke teksten die aan de openbaring van Manjushri worden toegeschreven, ook veel geschriften die Duhar Nagpo zou hebben geschreven. Ook dit verzamelwerk is tot op heden niet ontdekt.

### Verdere ontwikkeling Tibet

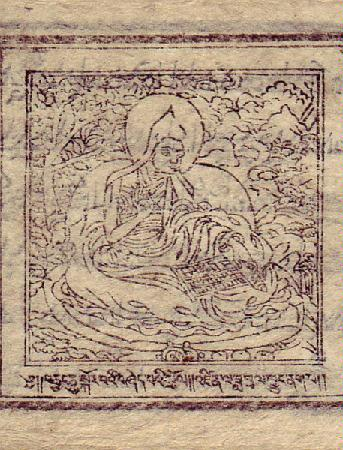
De Tibetaanse Nag rtsis-meester Khyung-nag

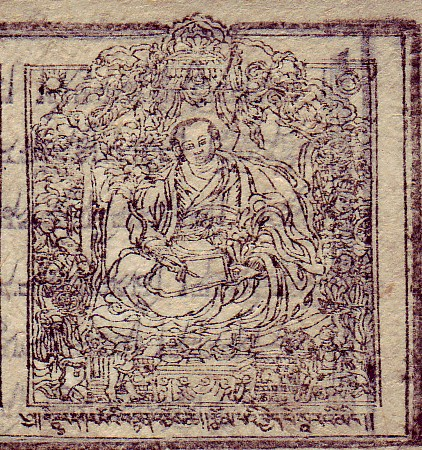
Regent van Tibet, Sanggye Gyatso

Als een van de grote leraars van de Nag rtsis in de Tibetaanse middeleeuwen kan Khyungnag Shakyadar (Khyungnag = Zwarte Garoeda) worden genoemd, op wiens leertraditie vooral het werk van de regent van Tibet, Sanggye Gyatso, is gebaseerd.
Tot aan de 17e eeuw werd de Nag rtsis bijna zonder uitzondering door de aanhangers van de zogenoemde oude school nyingma uit het Tibetaans boeddhisme en de bönreligie gepraktiseerd. De geestelijken van de zogenaamde nieuwe scholen (Sarma) negeerden de Nag rtsis bijna geheel, omdat ze naar hun oordeel in de kern niet boeddhistisch was.
De brede verbreiding en de geliefdheid van de leer en praktijken van de Nag rtsis onder de gewone bevolking van Tibet was er uiteindelijk de hoofdreden voor dat de vijfde dalai lama en zijn regent Sanggye Gyatso de Nag rtsis als een weg voor het verkrijgen van de boeddhaschap erkenden. Het grootste deel van het als Vaidurya dkar-po (Witte Beril) bekendstaande werk van Sanggye Gyatso is gewijd aan de Nag rtsis.

Het gevolg hiervan was dat de Nag rtsis vanaf dit moment ook door de gelugschool werd erkend.
Dit gold daarna ook voor de andere scholen van het Tibetaans boeddhisme. Zo was bijvoorbeeld de bekende Oost-Tibetaanse encyclopedist Jamgon Kongtrül Lodrö Thaye een grondig kenner van de Nag rtsis en schreef hij hierover ook enkele publicaties.

## Begripsbepaling
Het begrip Nag rtsis werd vroeger door westerse tibetologen vaak vertaald als zwart rekenen en met het tegengestelde begrip dkar-rtsis ofwel wit rekenen in verbinding gebracht. Hiermee werd de indruk gewekt dat Nag rtsis onder te brengen was bij de zwarte magie, terwijl dkar-rtsis ingedeeld werd bij het boeddhisme.
In feite is het begrip Nag rtsis echter een afkorting van rgya-nag gi rtsis (Chinese rekenwetenschap). Er moet echter een duidelijk onderscheid gemaakt worden tussen de Nag rtsis van de Chinese astrologie en astronomie die rgya-rtsis genoemd wordt en ook in Tibet bekend was.
dKar-rtsis (wit rekenen) was niettemin een verkeerde schrijfwijze voor sKar-rtsis (berekening van de sterren(orde)), dat Tibetaanse astronomie betekent.
De Nag rtsis wordt ook aangeduid met berekening van de elementen (byung-rtsis).

## Beschrijving

### Wezenlijke inhoud
De belangrijkste thema's van Nag rtsis-verhandelingen vanaf de 17e eeuw zijn als volgt:
1. keg-rtsis: Berekeningen voor toekomstvoorspellingen over ongelukken die een mens in de loop van de jaren kan overkomen.
2. tshe-rtsis: Berekeningen voor toekomstvoorspellingen over het verloop van het gehele leven van een mens.
3. bag-rtsis: Berekeningen voor het sluiten van het huwelijk. Het belangrijkste thema is hier de vraag of de personen überhaupt mogen trouwen.
4. nad-rtsis: Berekeningen voor toekomstvoorspellingen van ziektes en voor de vaststelling van oorzaken van ziektes.
5. gshin-rtsis: Berekeningen voor de dood van een mens. Dit houdt de vaststelling van de doodsoorzaak in en de voorspelling over de wedergeboorte in het volgende leven.
6. byes-'gro'i rtsis: Reisberekeningen. Dit zijn voorspellingen over of een reis überhaupt moet worden ondernomen en welke gevaren iemand onderweg tegenkomt.

### Grondbeginselen

De vijf elementen: vuur, aarde, metaal, water en hout

Volgens de Nag rtsis zijn tijd en ruimte samengesteld uit de vijf elementen, waarbij tijd altijd verwijst naar tijd in het leven van een persoon en ruimte naar ruimte die op personen betrekking heeft.
Als gevolg hiervan worden alle componenten van de tijd, die in de Tibetaanse kalender voorkomen, ondergebracht bij het jaar, maand, dag, seizoen en de componenten van ruimtes (hemelsrichtingen) van de elementen. Hetzelfde geldt voor de hemelsfenomenen zoals planeten en de nakshatra (maanhuizen) en voor verdere levensbestemmende krachten die uit de Chinese filosofie stammen, zoals het magisch vierkant (sme-ba dgu) en de acht triagrammen (Tibetaans: spar-kha, Chinees: bagua). Daarbij wordt ervan uitgegaan dat het verloop van het leven van een mens wordt bepaald door bepaalde basisaspecten of basisinteresses van het leven. Deze zijn:
1. Materiële welvaart of voorspoed (dbang thang)
Hier betreft het de interesses van het leven die duidelijk worden met de volgende vragen:
  - Wordt de veevoorraad groter of worden de kuddes verkleind door epidemieën?
  - Kunnen de zaken met succes worden onderhandeld?
  - Zal iemand veel kinderen krijgen?
  - Zal mijn huis door een aardbeving of overstroming worden verwoest?
2. Gezondheid of lichamelijke toestand (lus)
Hier betreft het de interesses van het leven die duidelijk worden met de volgende vragen:
  - Is de gezondheidstoestand in het algemeen goed?
  - Zal men ziek worden?
3. Levensduur of levenskracht (srog)
Hier betreft het de interesses van het leven die duidelijk worden met de volgende vragen:
  - Hoe groot is de levensverwachting?
  - Kan de dood plotseling komen?
4. Geluk of ongeluk (klung rta)
Hier betreft het de interesses van het leven die duidelijk worden met de volgende vragen:
  - Zal de onderneming (oorlog, handel, kansspel) een gelukkige uitslag hebben?

### Onderlinge relaties
De vijf elementen vuur, water, hout, aarde en ijzer bezitten onderling positieve, neutrale of negatieve relaties. Deze relaties worden gekarakteriseerd als moeder- (ma), zoon- (bu), vijand-, (dgra), vriend- (grogs) en zelf-relatie.
Bijvoorbeeld is het element water de vijand van het element vuur. Hier bestaat een relatie die bepaalde negatieve uitwerkingen heeft in relatie tot het element vuur in het geval het op water stuit. Omgekeerd is het element vuur de vriend van het element water. Hier bestaat een relatie die bepaalde positieve uitwerkingen met betrekking tot het element water heeft in het geval het met het element vuur in aanraking komt. Van de zelf-relatie is sprake wanneer een element met zichzelf in aanraking komt. De berekening van zulke relaties, de analyse en de prognostische duiding vormt de kern van de Nag rtsis.

#### Voorbeeld
Als iemand in 1942 is geboren, dan komt dit volgens de 60-jaarcyclus van de Tibetaanse kalender overeen het het aarde-paardjaar. De elementen die betrekking hebben op deze persoon worden als volgt berekend:
1. Materiële welvaart: aarde
2. Gezondheid: vuur
3. Levenskracht: vuur
4. Geluk of ongeluk: ijzer

Overeenkomstig worden de elementen berekend voor de maand, de dag en het tijdstip van de geboorte. Dit zijn de bepalende factoren die een mens volgens de Nag rtsis zijn hele leven bij zich draagt.
Bereikt deze persoon nu het zesde levensjaar, dan is dit volgens de Tibetaanse kalender het water-varkenjaar. Hiervoor worden de volgende elementen berekend:
1. Materiële welvaart: water
2. Gezondheid: water
3. Levenskracht: water
4. Geluk of ongeluk: vuur

Deze elementen van het lopende jaar worden vervolgens met de overeenkomstige elementen van het geboortejaar in verbinding gebracht, wat het volgende beeld oplevert:
1. Materiële welvaart: water staat in een relatie vriend tot aarde
2. Gezondheid: water staat in een relatie vijand tot vuur
3. Levenskracht: water staat in een relatie vijand tot vuur
4. Geluk of ongeluk: vuur staat in een relatie vijand tot ijzer

Overeenkomstig met een erbij passende sleutel plaatst de divinatiemeester nu zwarte en witte stenen voor zich op een doek. Bijvoorbeeld legt hij voor de relatie vijand een zwarte steen neer. In het genoemde voorbeeld levert dit een rij stenen op die uit zes zwarte en twee witte stenen bestaat.
De divinatiemeester slaat er nu verdere teksten op na, Verklaring van de vruchten genoemd, die verklaren wat dit voor het verloop van het zesde levensjaar betekent en welke rituelen er doorgevoerd dienen te worden, om het voorspelde ongeluk te vermijden.

## Enkele rekenmethoden als voorbeeld

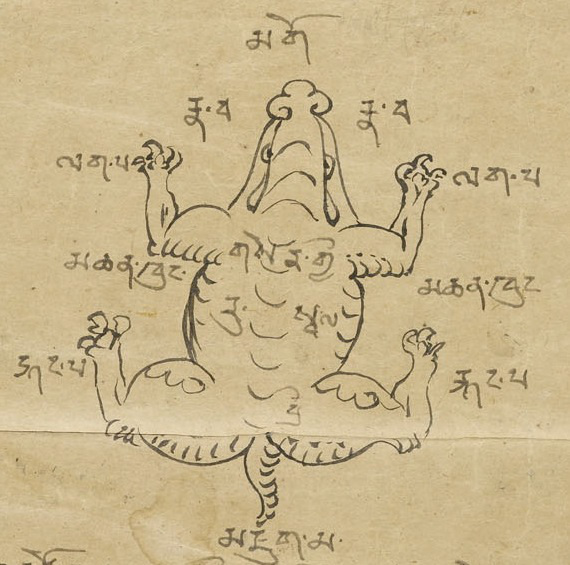
Divinatiemethode voor het kunnen vinden van een verloren voorwerp.
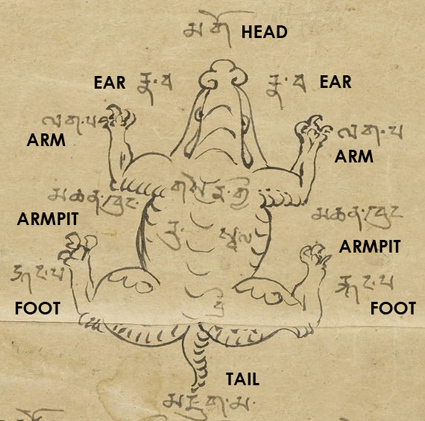
Zie uitleg hieronder.
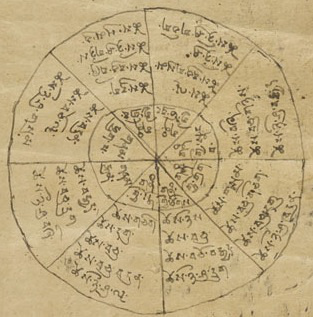
Diagram om de goede en slechte dagen te kunnen bepalen om een reis aan te vangen.

De bovenstaande manuscripten maakten deel uit van de vondst bij Dunhuang. Bij de tekeningen van de schildpadden past de volgende uitleg:
Ongeacht welke dag van de maankalender het is, reken vanaf de eerste dag dat het voorwerp  verloren is  tot de huidige dag in de maankalender en het resultaat kan gevonden worden op basis waar men uitkomt op het lichaam van de schildpad. Als het korter dan dertig dagen is verloren tel dan vanaf het hoofd naar rechts. Als het langer dan dertig dagen verloren is tel dan naar links vanaf de staart. Schrijf het resultaat op de staart van de schildpad.
- Als men uitkomt op de dag van het hoofd van de schildpad, moet gezocht worden in de nabijheid waar gewassen wordt.
- Als men uitkomt op de dag van de oren van de schildpad, en men het toch vindt terwijl men het zoekt, kan men het beter laten liggen.
- Als men uitkomt op de dag van de armen van de schildpad, kaan het gevonden worden op een hoge berg, een ravijn of op een begraafplaats.
- Als men uitkomt op de dag van de oksels van de schildpad, moet gezocht worden in de nabijheid van goudsmeden, een molen of in het stadscentrum
- Als men uitkomt op de dag van de voeten van de schildpad, moet gezocht worden bij de koninklijke stallen  of het huis van een minister
- Als men uitkomt op de dag van de staart van de schildpad, moet gezocht worden in de nabijheid van uw vriendin.

Het diagram is een verbeelding van de hemel. Die hemel bestaat uit acht delen. De teksten tussen  de binnenste en buitenste cirkel geven voorspellingen aan als bijvoorbeeld   Als de dag valt in de toegang tot de hemel, zal de reis voorspoedig zijn . In de kleinere cirkel staan teksten als  de eerste dag, de negende dag, de tiende dag en de vijfentwintigste dag  . De voorgenomen dag van vertrek moet dan afgezet worden tegen de dag van de maand en dan kan men het resultaat, de voorspelling,  lezen.

### Plaatsing binnen de filosofie
De grondgedachte van de Nag rtsis was de voorstelling, dat niet alleen de fysieke wereld afwisselend bestaat in deze dynamische relaties staande vijf elementen, maar dat ook de tijd waaruit deze elementen als het ware is opgebouwd. Tijd is volgens de Nag rtsis niet in een abstracte maateenheid opgedeeld onpersoonlijk continuüm, maar een relatievlechtwerk van elementen van het verleden, tegenwoordigheid en de toekomst. Als deze elementen elkaar in het heden treffen, zijn ze maatgevend in het beïnvloeden van het in de wereld zijn van de individuele mens en het in zijn relatie staan met andere mensen.
Anders gezegd voegt de elementenleer de natuurkundige wereld en de wereld zoals die beleefd wordt met de tijd samen tot een geheel dat het zijn beïnvloedt.

## Verwante disciplines
Met de Nag rtsis verbonden was de Tibetaanse geomantiek, die primair uit China stamt, maar ook belangrijke Indiase elementen bevat en die eveneens voor een groot deel op de Chinese rituelenpraktijken gTo teruggaat. De laatste werd vooral ter afweer van onheil gepraktiseerd die door de Nag rtsis was voorspeld.
De gTo-rituelen golden tot in de 19e eeuw als geheim, omdat ze praktijken inhielden die met de boeddhistische leer geheel onverenigbaar werden geacht. In zoverre geldt het als spectaculair dat Mipam Namgyal en Jamgon Kongtrül Lodrö Thaye uitgebreid over deze rituele praktijken publiceerden.